# توم فيلساك
توماس جيمس فيلساك (بالإنجليزية: Tom Vilsack)‏ (ولد في 13 ديسمبر 1950) هو سياسي ومحامي أمريكي شغل منصب وزير الزراعة الأمريكي من عام 2009 حتى عام 2017. وهو عضو في حزب أيوا الديمقراطي، وشغل أيضا منصب الحاكم الأربعين لولاية أيوا من 1999 إلى 2007.
في 30 نوفمبر 2006، بدأ ترشيحه رسميا لرئاسة الولايات المتحدة عن الحزب الديمقراطي في انتخابات عام 2008، لكنه أنهى عرضه في 23 فبراير 2007.
أعلن باراك أوباما اختيار فيلساك ليكون وزير الزراعة في 17 ديسمبر 2008. وقد صدق مجلس الشيوخ الأمريكي ترشيحه بموافقة بالإجماع في 20 يناير 2009. استقال فيلساك في 13 يناير 2017  قبل أسبوع واحد من نهاية فترة ولاية أوباما الثانية، ليكون آخر عضو في مجلس وزراء أوباما من الذين خدموا معه منذ توليه المنصب في عام 2009.
في 19 يوليو 2016، ذكرت صحيفة واشنطن بوست أن فيلساك كان على قائمة هيلاري كلينتون المكونة من شخصين ليرافقوها في ترشحيها للانتخابات الرئاسية في ذلك العام. تم اختيار سيناتور فيرجينيا تيم كاين في النهاية.

## التعليم
تعلم في كلية هاميلتون.